# Germany Emergency Committee
Das Germany Emergency Committee (englisch, kurz GEC) war eine von britischen Quäkern gegründete Hilfsorganisation zur Unterstützung von deutschen und österreichischen Menschen, die in der Zeit des Nationalsozialismus im Deutschen Reich verfolgt wurden oder aus diesem fliehen mussten. Das Komitee nannte sich später in Friends Committee for Refugees and Aliens (FCRA) um.

## Die Gründung des GEC
Als Antwort auf die nationalsozialistische Machtübernahme in Deutschland und die Verfolgung politischer Gegner, Juden und anderer Gruppen gründeten die englischen Quäker am 7. April 1933 das GEC. Sitz des Komitees war zunächst das Friends-House, die Quäker-Zentrale in London. Erste Leiterin des Komitees war Bertha Bracey, die das auch bis 1948 blieb. Sie startete ihre Arbeit zusammen mit einer Teilzeitkraft und hatte zunächst nur 59 Hilfsfälle zu bearbeiten.
Das Komitee leistete bald schon eine umfassende Flüchtlingshilfe. Es half zum Beispiel, in Deutschland und in Österreich Opfer von Verfolgungen aufzuspüren, und scheute dabei auch vor Kontakten zu den nationalsozialistischen Machthabern nicht zurück. In England wiederum galt es, den restriktiven Bedingungen für Flüchtlinge entgegenzuwirken. Das GEC musste britische Unterstützer finden, die bereit waren, für in England ankommende Flüchtlinge Bürgschaften zu stellen, und es half auch jenen, die hofften, in Großbritannien Arbeit zu finden. Beschäftigungen gab es allerdings Mitte der 1930er Jahre meistens nur für die, die bereit waren, als Hausangestellte zu arbeiten, weil der häusliche Dienstleistungsbereich einer der wenigen Arbeitsbereiche war, der Flüchtlingen offenstand.
Für die in Großbritannien angekommenen Flüchtlinge leisteten die Quäker moralische und finanzielle Unterstützung. Für Kinder der Flüchtlinge stellten sie ermäßigte oder kostenlose Plätze in Quäker-Internaten zur Verfügung, so zum Beispiel in der Ayton School.
Die Arbeit des Komitees konzentrierte sich zunächst auf Hilfen für politische Flüchtlinge aus dem Deutschen Reich. Später, und vor allem ab 1938, gewann die Arbeit für jüdische Flüchtlinge an Bedeutung. Flüchtlinge, die nicht von den jüdischen Hilfsorganisationen betreut wurden, blieben aber weiterhin ein besonderes Anliegen der Quäker.

## Die Intensivierung der Arbeit ab 1938
Bis zum Frühjahr 1938 blieb der Mitarbeiterstab des Londoner GEC-Büros recht klein. Der Anschluss Österreichs, die ihm folgenden Ereignisse auf dem Kontinent und die daraus resultierenden Flüchtlingsströme erforderten jedoch eine Aufstockung des Personals aller Flüchtlingskomitees, wovon auch das GEC betroffen war. Bis zum Ende des Jahres 1938 arbeiteten bereits 59 Mitarbeiter für das GEC und es wurde notwendig, ein kleineres Exekutivkomitee zur besseren Strukturierung der Arbeit einzusetzen. Im Februar 1939 zogen dann 80 GEC-Mitarbeiter, die mittlerweile etwa 14.000 Notfälle betreuten, in Räume im Bloomsbury House (eigentlich das Palace Hotel in der Londoner Bloomsbury Street), wo auch andere Flüchtlingshilfsorganisationen wie das Jewish Refugee Committee, das Church of England Committee for Non-Aryan Christians (gegründet von George Kennedy Allen Bell), das Catholic Committee for Refugees from Germany und das Refugee Children’s Movement ihren Sitz hatten. Zur internen Koordination der Arbeit im Bloomsbury House wurde das Inter-Church Council for German Refugees gegründet, das von Bertha Bracey geleitet wurde.
Die meisten der im Bloomsbury House ansässigen Organisationen waren Teil des Co-ordinating Committee for Refugees, das zusammen mit der britischen Regierung die Unterstützung für die Flüchtlinge koordinierte. Insgesamt waren das zum damaligen Zeitpunkt (Unterhausdebatte am 1. Dezember 1938) 11 Organisationen:
- Catholic Committee for Refugees from Germany
- Church of England Committee for Non-Aryan Christians
- German Jewish Aid Committee
- Inter-Aid Committee for Children coming from Germany (Organisator der Kindertransporte)
- International Student Service
- Society of Friends (Germany Emergency and Austria Committees)
- Society for the Protection of Science and Learning
- Trades Union Congress and Labour Party
- International Hebrew Christian Alliance
- Christian Council for Refugees from Germany
- British Committee for Refugees from Czechoslovakia

Die enorme Zunahme der Arbeit des GEC, deren sichtbarer Ausweis der Umzug in das Bloomsbury House war, wurde ermöglicht durch Zuschüsse. Sie kamen zum Beispiel vom Christian Council for Refugees from Germany und stammten aus dem Lord Baldwin Fund for Refugees. Aber es gab auch viele direkte Spenden an das GEC aus der britischen Öffentlichkeit.
Mit dem Ausbruch des Zweiten Weltkrieges und vor allem durch die Internierung vieler Enemy Aliens ab der Mitte des Jahres 1940 wurden die Hilfsaktionen des GEC weiter ausgeweitet. Bereits 1939 hatten die Quäker eine Ausländer-Sektion gegründet, durch die sie ihre Arbeit auch auf Menschen ausdehnten, die nicht als Flüchtlinge nach Großbritannien gekommen waren. Ebenso wurde später die Arbeit auf die Hilfe für Kriegsgefangene ausgedehnt. Daraus resultierte dann im Dezember 1942 der Entschluss, das German Emergency Committee in Friends Committee for Refugees and Aliens (FCRA) umzubenennen.
Mit der Freilassung der Enemy Aliens stellten sich dem FCRA neue Aufgaben. Es mussten Unterbringungsmöglichkeiten gefunden werden, Stipendien wurden zur Verfügung gestellt und die medizinische Versorgung für Kranke war zu organisieren. Der Versuch, Flüchtlingen zu mehr Selbständigkeit zu verhelfen, in dem ihnen Ausbildungs- und Arbeitsplätze vermittelt wurden, erhielt dadurch Auftrieb, dass in zunehmendem Maße Flüchtlinge im erwerbsfähigen Alter in die britische Kriegsindustrie eingebunden werden konnten. Das FCRA kümmerte sich auch um jene, deren Auswanderungspläne durch den Kriegsausbruch vereitelt worden waren, so zum Beispiel um Mitglieder der sogenannten „Kagran-Gruppe“. Bei ihnen handelte es sich um eine Gruppe junger Leute aus Wien, die kurz vor Ausbruch des Krieges nach Großbritannien gebracht werden konnte, um hier für landwirtschaftliches Arbeiten in Südamerika trainiert zu werden. Einigen von ihnen half das FCRA, ihr Ziel doch noch zu erreichen.
Nach dem Ende des Zweiten Weltkrieges ebbte die Arbeit des FCRA allmählich ab. Viele der bislang betreuten Flüchtlinge wanderten aus, wurden repatriiert oder eingebürgert, so dass im März 1950 nur noch fünf Mitarbeiter für das FCRA arbeiteten.
Dass 1947 den britischen und amerikanischen Quäker gemeinsam der Friedens-Nobelpreis verliehen wurde, dürfte nicht zuletzt auch der Arbeit des GEC/FCRA geschuldet gewesen sein.